# Marco Delonge

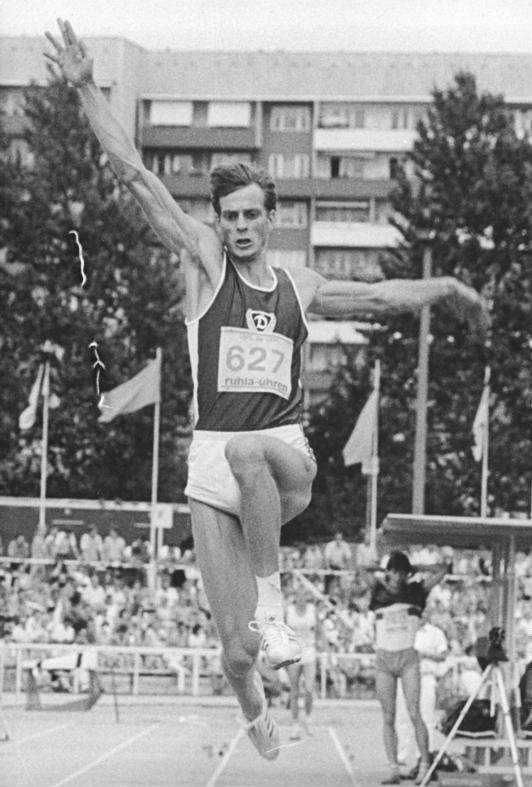
Marco Delonge wird DDR-Meister 1989

Marco Delonge (* 16. Juni 1966 in Magdeburg) ist ein ehemaliger Leichtathlet aus der Deutschen Demokratischen Republik (DDR). Er war 1987 und 1989 DDR-Meister im Weitsprung.
Delonge wurde bei den Junioreneuropameisterschaften 1985 mit 7,96 m Zweiter im Weitsprung hinter seinem Mannschaftskameraden Volker Mai, der 7,99 m gesprungen war. 1986 belegte Delonge bei den DDR-Meisterschaften den zweiten Platz hinter Ron Beer, 1987 gewann er mit 8,18 m den Meistertitel. 1989 wurde Delonge Dritter bei den Hallenmeisterschaften, im Freien sprang er 8,27 m, allerdings mit zu starkem Rückenwind, und gewann seinen zweiten Titel.
Nach einigen schwächeren Jahren belegte Delonge bei den deutschen Hallenmeisterschaften 1994 den zweiten Platz hinter Dietmar Haaf. Daraufhin nominierte ihn der DLV für die Halleneuropameisterschaften in Paris-Bercy. Dort schied Delonge als 14. der Qualifikation vorzeitig aus.  
Delonge startete bis 1990 für den SC Dynamo Berlin, ab 1991 gehörte er dem LAC Halensee Berlin an. Seine Bestleistung von 8,27 m sprang er 1987 in Leipzig; im Hochsprung gelangen ihm 1991 2,14 m. Bei einer Körpergröße von 1,94 m betrug sein Wettkampfgewicht 80 kg. Delonge war gelernter Maschinenbauschlosser und lernte später Kaufmann für Bürokommunikation.